# Schweizer Meisterschaften im Skilanglauf 2005
Die Schweizer Meisterschaften im Skilanglauf 2005 fanden vom 3. bis zum 6. März 2005 und am 2. und 3. April 2005 im Les Diablerets statt. Ausgetragen wurden bei den Männern die Distanzen 15 km und 50 km, sowie ein Doppelverfolgungsrennen und die 4 × 10 km Staffel. Bei den Frauen fanden die Distanzen 10 km und 30 km, sowie ein Doppelverfolgungsrennen und die 4 × 5 km Staffel statt. Zudem wurden Sprintrennen ausgetragen. Bei den Männern gewann Curdin Perl über 15 km und in der Doppelverfolgung, Christian Stebler über 50 km, Andrea Florinett im Sprint und die Staffel der Grenzwachtkorps. Bei den Frauen gewann Laurence Rochat über 30 km, in der Doppelverfolgung und im Sprint, Natascia Leonardi Cortesi über 10 km und die Staffel vom SC Marbach.

## Männer

### 15 km Freistil
| Platz | Name               | Verein                | Zeit (min) |
| ----- | ------------------ | --------------------- | ---------- |
| 01    | Curdin Perl        | SC Bernina Pontresina | 38:06,0    |
| 02    | Thomas Frei        | SC Davos              | 38:50,4    |
| 03    | Gion-Andrea Bundi  | Rätia Chur            | 38:50,9    |
| 04    | Reto Burgermeister | Pfäffikon             | 39:05,6    |
| 05    | Marco Mühlematter  | Oberhasli             | 39:10,0    |
| 06    | Bruno Joller       | Stans                 | 39:55,7    |
| 07    | Christophe Fresard | Saignelegier          | 39:58,0    |
| 08    | Toni Livers        | Trun                  | 39:59,7    |
| 09    | Dominik Berchtold  | Grosstheil            | 40:14,2    |
| 10    | Dominik Walpen     | Oberwald              | 40:17,3    |

Datum: Donnerstag, 3. März 2005
 Es waren 37 Läufer am Start.

### Sprint klassisch
| Platz | Name               | Verein     |
| ----- | ------------------ | ---------- |
| 1     | Aleš Razým         | Tschechien |
| 2     | Andrea Florinett   | Scuol      |
| 3     | Dominik Walpen     | Oberwald   |
| 4     | Valerio Leccardi   | SC Davos   |
| 5     | Andreas Waldmeier  | TG Hütten  |
| 6     | Christian Schocher |            |
| 7     | Reto Burgermeister | SC Davos   |
| 8     | Urs Graf           | Aeschi     |

Datum: Freitag, 4. März 2005
 Ausländische Teilnehmer erhielten keine Medaillen

### 2 × 10 km Doppelverfolgung
| Platz | Name               | Verein                | Zeit (min) |
| ----- | ------------------ | --------------------- | ---------- |
| 01    | Curdin Perl        | SC Bernina Pontresina | 57:05,5    |
| 02    | Gion-Andrea Bundi  | Rätia Chur            | 57:09,3    |
| 03    | Marco Mühlematter  | Bönigen               | 57:11,5    |
| 04    | David Romer        | Mols                  | 57:27,5    |
| 05    | Christian Stebler  | Wolfenschiessen       | 58:14,5    |
| 06    | Christoph Schnider | Flühli                | 58:14,7    |
| 07    | Vaclav Kupilik     | Tschechien            | 59:08,1    |
| 08    | Andrea Florinett   | Scuol                 | 59:34,1    |
| 09    | Valerio Leccardi   | SC Davos              | 59:38,7    |
| 10    | Dominik Walpen     | Oberwald              | 59:39,1    |

Datum: Sonntag, 6. März 2005
 Es waren 29 Läufer am Start.

### 50 km klassisch
| Platz | Name              | Verein                | Zeit (std) |
| ----- | ----------------- | --------------------- | ---------- |
| 01    | Christian Stebler | Wolfenschiessen       | 2:10:45    |
| 02    | Remo Fischer      | Wald ZH               | 2:11:00    |
| 03    | Gion-Andrea Bundi | Rätia Chur            | 2:11:10    |
| 04    | Toni Livers       | Trun                  | 2:11:51    |
| 05    | Urs Graf          | Aeschi                | 2:11:59    |
| 06    | Andrea Florinett  | Scuol                 | 2:12:20    |
| 07    | David Romer       | Mols                  | 2:12:34    |
| 08    | Beat Koch         | SC Marbach            | 2:13:35    |
| 09    | Curdin Perl       | SC Bernina Pontresina | 2:15:14    |
| 10    | Dominik Walpen    | Oberwald              | 2:15:46    |

Datum: Samstag, 2. April 2005

### 3 × 10 km Staffel
| Platz | Namen                                                 | Verein                  | Zeit (std) |
| ----- | ----------------------------------------------------- | ----------------------- | ---------- |
| 01    | Dominik Walpen Toni Livers Thomas Diezig              | Grenzwachtkorps         | 1:15:57    |
| 02    | Christoph Eigenmann Patrick Mächler Dominik Berchtold | Grenzwachtkorps         | 1:17:25    |
| 03    | David Romer Remo Fischer Andreas Romer                | Arve Mols               | 1:17:40    |
| 04    |                                                       | SC Davos                | 1:17:57    |
| 05    |                                                       | Bannalp Wolfenschiessen | 1:17:59    |

Datum: Sonntag, 3. April 2005

## Frauen

### 10 km Freistil
| Platz | Name                      | Verein                | Zeit (min) |
| ----- | ------------------------- | --------------------- | ---------- |
| 01    | Natascia Leonardi Cortesi | Poschiavo             | 28:04,3    |
| 02    | Ursina Badilati           | Poschiavo             | 30:30,6    |
| 03    | Doris Trachsel            | SC Plasselb           | 30:47,1    |
| 04    | Clare-Louise Brumley      | Australien            | 30:57,8    |
| 05    | Seraina Boner             | Klosters              | 31:01,4    |
| 06    | Flurina Bachmann          | SC Bernina Pontresina | 31:22,5    |
| 07    | Domenica Oswald           | Alpina St. Moritz     |            |
| 08    | Silvana Bucher            |                       |            |
| 09    | Alexandra Crusius-Hasler  |                       |            |
| 010   | Silvia Egli               |                       |            |

Datum: Donnerstag, 3. März 2005
 Es waren 16 Läuferinnen am Start.

### Sprint Freistil
| Platz | Name             | Verein                |
| ----- | ---------------- | --------------------- |
| 1     | Laurence Rochat  | Le Pont               |
| 2     | Flurina Bachmann | SC Bernina Pontresina |
| 3     | Doris Trachsel   | SC Plasselb           |
| 4     | Ursina Badilati  | Poschiavo             |
| 5     | Seraina Boner    | SC Davos              |
| 6     | Judit Gyenesel   | Ungarn                |
| 7     | Sarah Zeiter     | SC Obergoms           |
| 8     | Domenica Oswald  | Alpina St. Moritz     |

Datum: Freitag, 4. März 2005

### 2 × 5 km Doppelverfolgung
| Platz | Name             | Verein            | Zeit (min) |
| ----- | ---------------- | ----------------- | ---------- |
| 01    | Laurence Rochat  | Le Pont           | 33:13,4    |
| 02    | Doris Trachsel   | SC Plasselb       | 33:44,3    |
| 03    | Ursina Badilati  | Poschiavo         | 34:05,0    |
| 04    | Seraina Boner    | Klosters          | 35:05,2    |
| 05    | Domenica Oswald  | Alpina St. Moritz | 36:17,2    |
| 06    | Nicole Donzallaz | Grattavache       | 37:01,7    |
| 07    | Rebecca Aubert   | Orient-Sentier    |            |
| 08    | Karin Zeller     |                   |            |
| 09    | Gabriela Buschor |                   |            |
| 010   | Sarah Zeiter     | SC Obergoms       |            |

Datum: Sonntag, 6. März 2005

### 30 km klassisch
| Platz | Name                      | Verein                | Zeit (std) |
| ----- | ------------------------- | --------------------- | ---------- |
| 01    | Laurence Rochat           | Le Pont               | 1:23:15    |
| 02    | Natascia Leonardi Cortesi | Poschiavo             | 1:23:36    |
| 03    | Ursina Badilati           | Poschiavo             | 1:27:26    |
| 04    | Doris Trachsel            | SC Plasselb           | 1:31:21    |
| 05    | Flurina Bachmann          | SC Bernina Pontresina | 1:33:50    |
| 06    | Nicole Donzallaz          | Grattavache           | 1:36:08    |
| 07    | Rebecca Aubert            | Orient-Sentier        | 1:38:04    |
| 08    | Ursula Felder             |                       |            |
| 09    | Karin Zeller              |                       |            |

Datum: Samstag, 2. April 2005

### 3 × 5 km Staffel
| Platz | Namen                                                 | Verein         | Zeit (min) |
| ----- | ----------------------------------------------------- | -------------- | ---------- |
| 01    | Käthy Aeschlimann Barbara Zihlmann Silvia Egli        | SC Marbach     | 45:37      |
| 02    | Marianne Volken Sarah Zeiter Rahel Imoberdorf         | SC Obergoms    | 46:29      |
| 03    | Tatjana Stiffler Laurien van der Graaff Katja Stoffel | SC Davos       | 47:07      |
| 04    |                                                       | Orient-Sentier | 47:31      |
| 05    |                                                       | SAS Bern       | 47:51      |

Datum: Sonntag, 3. April 2005